# 海岸ビルヂング

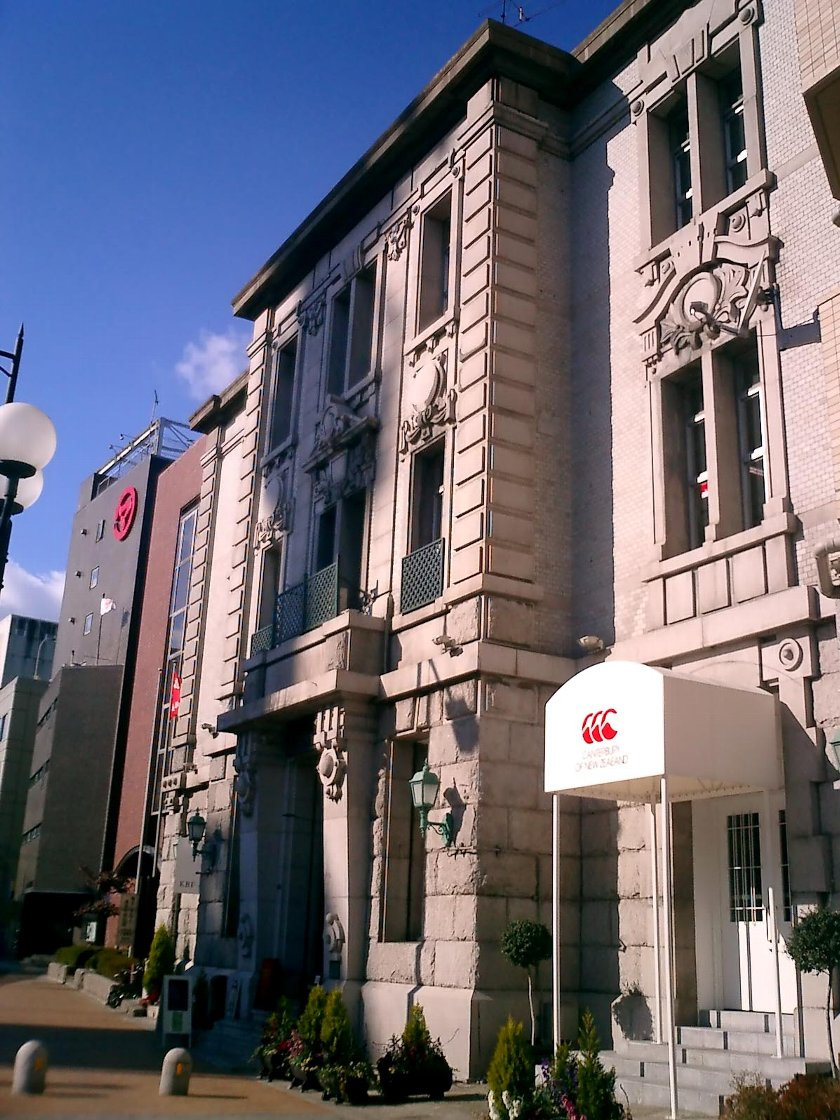
正面玄関

海岸ビルヂング（かいがんビルヂング）は兵庫県神戸市中央区海岸通にある歴史的建造物。国の登録有形文化財。旧・日濠館。

## 概要
兼松房治郎が創業した貿易会社兼松商店（現兼松の前身）の本店として建設された。
設計は海岸ビルや奥平野浄水場旧急速濾過場上屋、神戸地方裁判所、旧小寺家厩舎（国の重要文化財）などを手がけた河合浩蔵。
竣工当時は、1階全体が兼松商店の事務所に充てられ、2階以上は貸事務所となっていた（神戸新聞社刊「海鳴りやまず」第二巻30ページの記述他）。現在1階のブティックのインテリアなどに、兼松商店事務所時代の面影が残る。
コーニス上に巨大なペディメントが載せられ海岸通で最も壮麗な建築物の一つと称されていたが、戦災で失われた。
内部、吹き抜け天井に色鮮やかなステンドグラスが飾られている。夜間は日没から22時までライトアップされる。
- 1階　Carhartt WIP・アッシュペーブチック・アリアンスグラフィック
- 2階　mature・草灯舎・sous les arbres floor・MARGE
- 3階　eneen-エネン-・GalleryVie MANUALLABOUR NOTAM Apartment170・象設計集団　神戸アトリエ

## 建築概要
- 設計 - 河合浩蔵
- 竣工 - 1911年（明治44年）
- 施工 -  旗手組
- 構造 - 煉瓦造、花崗岩張り、地上3階
- 建築面積 - 682m2
- 所在地 - 〒650-0024 兵庫県神戸市中央区海岸通三丁目1-5

## 交通アクセス
- 神戸市営地下鉄海岸線「旧居留地・大丸前駅」徒歩8分
- JR神戸線（東海道本線）・阪神本線・神戸高速線「元町駅」徒歩10分

## 周辺情報
- 旧居留地
  - 神戸ドールミュージアム、THE FORTY FIFTH、大丸ミュージアム神戸、ジーニアスギャラリー、旧居留地38番館、神戸らんぷミュージアム、神戸市立博物館、旧居留地十五番館、チャータードビル、神戸商船三井ビル、海岸ビル、神港ビル
- 旧雑居地
  - 神戸郵船ビル、神戸南京町、旧神戸住友ビル